# Autostrade in Serbia

Mappa della rete

Si riporta di seguito l'elenco delle autostrade in Serbia:
| Autostrada | Tracciato                                                                                              | Note           |
| ---------- | --- | -------------- |
| A1         | confine ungherese presso Horgoš - Novi Sad - Belgrado - Niš - Vranje - confine macedone presso Preševo |                |
| A2         | Belgrado - Obrenovac - Lajkovac - Ljig - Gornji Milanovac - Preljina - Čačak - Požega                  | in costruzione |
| A3         | confine croato presso Batrovci - Belgrado                                                              |                |
| A4         | Niš - Pirot - Dimitrovgrad - confine bulgaro presso Gradina                                            |                |
| A5         | Pojate - Kruševac - Kraljevo - Preljina                                                                | in progetto    |

Ad esse vanno aggiunte anche le autostrade R6 ed R7 presenti nel territorio del Kosovo, la cui indipendenza non è riconosciuta dalla Serbia.